# Цеперов (Волынская область)
Цеперов (укр. Цеперів) — село в Боратинской сельской общине Луцкого района Волынской области Украины.
Код КОАТУУ — 0722880303. Население по переписи 2001 года составляет 185 человек. Почтовый индекс — 45643. Телефонный код — 332. Занимает площадь 0,262 км².